# Palit
Palit Microsystems, (HK) Ltd – dostawca, producent i dystrybutor akceleratorów graficznych opartych na układach firmy NVIDIA dla komputerów PC, założony w roku 1988, z siedzibą główną w Hongkongu, swoje fabryki posiada w Chinach, ma także swój oddział na Tajwanie i europejski oddział na terenie Niemiec.
Do firmy Palit należy również spółka XpertVision, która to specjalizuje się w sprzedaży kart ATI. Taki podział jest wynikiem polityki nVidii, która w przeszłości narzuciła swoim producentom wyłączności ich produktów (np. Gainward nie mógł wyrabiać produktów nVidii i ATI).